# Eerlijk duurt een jaar
Eerlijk duurt een jaar is een hoorspel van Terrance Dicks. C. Denoyer vertaalde het en de VARA zond het uit op zaterdag 18 maart 1967 (met een herhaling op maandag 5 juni 1967). De regisseur was Ad Löbler. De uitzending duurde 69 minuten.

## Rolbezetting
- Jan Verkoren (de directeur van de gevangenis)
- Floor Koen (de cipier)
- Jan Borkus, Jan Wegter & Tonny Foletta (Oxford, Lobb & Skinner)
- Willy Ruys (Fixer)
- Huib Orizand (bankdirecteur Merridrew)
- Joke Hagelen (Celia Merridrew)
- Wiesje Bouwmeester (Lady Brampton)
- Corry van der Linden (Annie)
- Harry Bronk & Hans Veerman (Frazer & Oakroyd)
- Nel Snel, Jaap Hoogstraten & Donald de Marcas (de secretaresse, Briggs & Lane)

## Inhoud
Lobb en Oxford worden ontslagen uit de gevangenis. De straftijd is voorbij. Skinner, hun vriend, heeft nog een “zittingsjaar” voor de boeg. Vooruitziend als altijd heeft hij al een nieuw programma opgesteld voor het driemanschap, ook al is de baas nog niet direct beschikbaar. Doel: twintigduizend gouden sovereigns uit de Merridrew-Bank. De twee vrijgekomen heren zullen daar echter eerst een tijdje in dienstverband moeten werken. Maar hoe moet dat nu met zo’n strafregister? Aangezien de georganiseerde misdaad een  industrie is geworden, krijgen Lobb en Oxford een vooropleiding bij Fixer, een relatie van Skinner. Fixer zorgt voor identiteitspapieren, referenties en een waterdichte achtergrond. Zo is Lobb cipier geweest in een gevangenis en Oxford ex-koloniaal ambtenaar in het verre Oosten, zonder werk gekomen door de voortschrijdende afbrokkeling van het Britse Gemenebest. Hij krijgt daarom van Fixer nog een hoogtezonbehandeling. Alles verloopt naar wens. Beiden worden bij de Merridrew-Bank aangenomen en maken bovendien nog promotie ook. Inmiddels komt Skinner vrij. Met veel moeite krijgt hij Lobb en Skinner zover het plan uit te voeren. Tegen alle verwachting in verschijnt er evenwel op de afgesproken datum nog een kaper op de kust. Skinner zal met zijn kameraden nog moeten vechten  ook…